# Chojno (Pakosław)
Chojno ist eine Ortschaft mit einem Schulzenamt der Landgemeinde Pakosław im Powiat Rawicki der Woiwodschaft Großpolen in Polen.

## Geschichte
Der Ort wurde im Jahr 1310 als Choino erstmals urkundlich erwähnt. Der Ortsname ist vom Appellativ chojny im Sinn jodłowy (Tannen-) abgeleitet.
Im Jahr 1510 gehörte das Dorf im privaten Besitz der Pfarrei von Czesram (siehe Golejewko). Innerhalb der Pfarrei wurden etwa später sogenannten Hazaken schlesischer Herkunft besiedelt. Später wurden zwei Siedlungen Stare (Alt) und Nowe Chojno unterschieden. Bis zum Jahr 1793 gehörten diese Ortschaften zur Woiwodschaft Posen. Im Zuge der Zweiten Polnischen Teilung kamen sie 1793 an Preußen und zum Kreis Kröben.
Nach dem Ende des Ersten Weltkriegs kam Chojno zu Polen, Woiwodschaft Posen. Beim Überfall auf Polen 1939 wurde das Gebiet von den Deutschen besetzt und dem Landkreis Rawitsch im Reichsgau Wartheland zugeordnet. Von 1975 bis 1998 gehörte Chojno zur Woiwodschaft Leszno.

## Persönlichkeiten
- Tadeusz Becela (1907–1992), polnischer Schriftsteller, kommunistischer Aktivist und Chefredakteur.